# Опыт Юнга
Опыт Юнга (эксперимент на двух щелях, также известный как двухщелевой интерферометр Юнга) — первый вариант двухщелевого опыта, проведённого Томасом Юнгом, который демонстрирует интерференцию и дифракцию света, что является доказательством справедливости волновой теории света. Результаты эксперимента были опубликованы в 1803 году.

## Описание опыта
В опыте пучок монохроматического света направляется на непрозрачный экран-ширму с двумя параллельными прорезями (щелями), позади которого устанавливается проекционный экран. Ширину прорезей стараются сделать как можно ближе к длине волны излучаемого света (влияние ширины прорезей на интерференцию рассматривается ниже). На проекционном экране получается целый ряд чередующихся интерференционных полос, что и было продемонстрировано Томасом Юнгом.
Если исходить из того, что свет состоит из частиц (корпускулярная теория света), то на проекционном экране можно было бы увидеть только две параллельные полосы света, прошедшие через щели. Между ними проекционный экран оставался бы практически неосвещённым.
С другой стороны, если предположить, что свет представляет собой распространяющиеся волны (волновая теория света), то, согласно принципу Гюйгенса, каждая щель является источником вторичных волн.
Вторичные волны достигнут точек, находящихся на равном удалении от щелей, в одной фазе, следовательно, на серединной линии экрана их амплитуды сложатся, что создаст максимум яркости. То есть, главный, наиболее яркий максимум окажется там, где, согласно корпускулярной теории, яркость должна быть нулевой. Боковые максимумы расположатся симметрично по обеим сторонам в точках, для которых разность хода световых пучков равна целому числу волн.
С другой стороны, в тех точках на удалении от центральной линии, где разность хода равна нечётному числу полуволн, волны окажутся в противофазе — их амплитуды компенсируются, что создаст минимумы яркости (тёмные полосы). 
Таким образом, по мере удаления от средней линии яркость периодически изменяется, возрастая до максимума и снова убывая.

## Условия для интерференции

### Когерентностьисточника света
Интерференцию возможно наблюдать только для когерентных источников света, но создать два различных когерентных источника практически невозможно. Поэтому все интерференционные опыты базируются на создании при помощи различных оптических систем двух или нескольких вторичных источников из одного первичного, которые будут когерентны. В опыте Юнга когерентными источниками являются две щели в экране.

### Влияние ширины щелей
Интерференционная картина возникает на экране, когда ширина щелей приближается к длине волны излучаемого монохроматического света. Если ширину прорезей увеличивать, то освещённость экрана будет возрастать, но выраженность минимумов и максимумов интерференционной картины будет падать вплоть до полного её исчезновения.

### Влияние расстояния между щелями
Частота следования интерференционных полос увеличивается прямо пропорционально расстоянию между щелями, в то время как ширина дифракционной картины остаётся неизменной и зависит только от ширины щелей.

## Эксперимент с точечным источником света

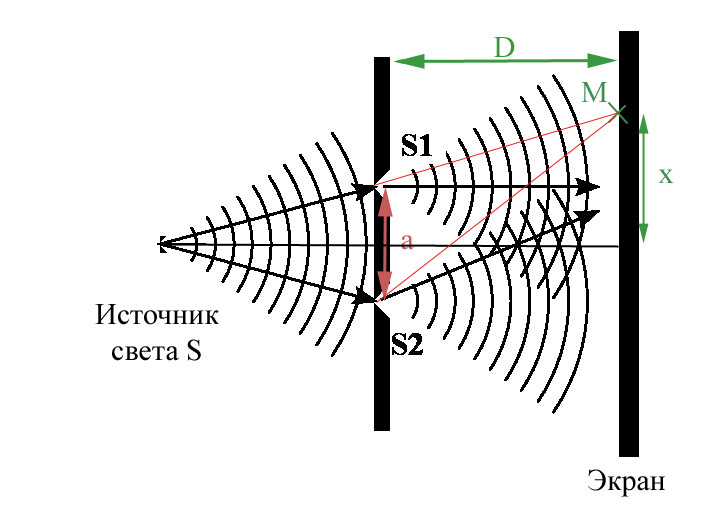
Опыт Юнга

Пусть S — точечный источник света, расположенный перед экраном с двумя параллельными щелями {\displaystyle S_{1}} и {\displaystyle S_{2}}, а — расстояние между щелями, и D — расстояние между щелями и проекционным экраном.
Точка М на экране характеризуется одной координатой x — расстоянием между М и ортогональной проекцией S на экране.
Пусть в М падают одновременно два пучка из {\displaystyle S_{1}} и {\displaystyle S_{2}}. Считая, что опыт производится в однородной среде, заменим оптическую разность хода на геометрическую:
где {\displaystyle \delta } — геометрическая разность хода.
Из прямоугольных треугольников:
{\displaystyle S_{1}M^{2}=D^{2}+(x-a/2)^{2}}
{\displaystyle S_{2}M^{2}=D^{2}+(x+a/2)^{2}}
Тогда:
{\displaystyle S_{1}M^{2}-S_{2}M^{2}=(S_{1}M-S_{2}M)(S_{1}M+S_{2}M)=\delta (S_{1}M+S_{2}M)}
и 
{\displaystyle \delta ={S_{1}M^{2}-S_{2}M^{2} \over S_{1}M+S_{2}M}={[D^{2}+(x-a/2)^{2}]-[D^{2}+(x+a/2)^{2}] \over S_{1}M+S_{2}M}={(x-a/2)^{2}-(x+a/2)^{2} \over S_{1}M+S_{2}M}}
Далее
{\displaystyle \delta ={x^{2}-ax+a^{2}/4-x^{2}-ax-a^{2}/4 \over S_{1}M+S_{2}M}={-2ax \over S_{1}M+S_{2}M}}

Визуализация опыта Юнга

Для описания интерференционной картины важна лишь абсолютная величина разности хода, так что знак минус можно опустить.
Если a<<D и x<<D, то {\displaystyle S_{1}M+S_{2}M\approx 2D} и
где {\displaystyle \phi } — угол, под которым данная точка «видна» из щелей.
Яркие полосы — интерференционные максимумы — появляются, когда разность хода равна целому числу длин волн {\displaystyle \delta =p\lambda }, где {\displaystyle p} — целое.
Тёмные полосы — минимумы — при разности хода, равной нечётному числу полуволн: {\displaystyle \delta ={\frac {2p+1}{2}}\lambda .}

Освещённость — Е в точке М связана с разницей оптической длины путей следующим соотношением:
где:

Освещённость экрана

- {\displaystyle E_{0}} освещённость, созданная первой или второй прорезью;
- {\displaystyle \lambda } — длина волны света, излучаемого источниками {\displaystyle S_{1}} и {\displaystyle S_{2}}.

Освещённость, таким образом, периодически изменяется от нуля до {\displaystyle 4E_{0}}, что свидетельствует об интерференции света. Интерференционная картина симметрична относительно максимума с {\displaystyle x=0(p=0;\phi =0)}который называется «главным» или «центральным».
При использовании немонохроматического света максимумы и минимумы для разных длин волн оказываются смещены друг относительно друга, и наблюдаются спектральные полосы.

## Интерференция иквантовая теория
Каждое событие, как, например, прохождение света от источника S до точки M на экране через отверстие {\displaystyle S_{1}} может быть представлено в виде вектора {\displaystyle {\vec {V}}_{1}.}
Для того, чтобы знать вероятность того, что свет дойдёт из источника S до точки M, нужно брать во внимание все возможные пути света из точки S до точки М. В квантовой механике этот принцип является фундаментальным. Для получения вероятности P того, что свет дойдёт из точки S до точки М, используется следующая аксиома квантовой механики:
где:
- Если {\displaystyle \phi _{1}} и   {\displaystyle \phi _{2}} доходят до точки М в одной фазе, то векторы {\displaystyle {\vec {V}}_{1}} и {\displaystyle {\vec {V}}_{2}} являются идентичными. Сумма этих двух векторов не является нулевой. Следовательно, вероятность того, что точка М будет освещена, не равна нулю. В этом случае эта вероятность максимальна.

- Если две волны, из {\displaystyle S_{1}} и {\displaystyle S_{2}} доходят до точки М в противофазе, то векторы {\displaystyle {\vec {V}}_{1}} и {\displaystyle {\vec {V}}_{2}} имеют разные направления. Сумма этих двух векторов является нулевой. Следовательно, вероятность того, что точка М будет освещена, равна нулю.

Изменение фазы подобно вращению векторов. Сумма двух векторов изменяется от нуля до максимума {\displaystyle 2V_{1}}.

## Демонстрация
Схема Юнга не относится к числу светосильных, демонстрирование её поэтому затруднено.

### Со светом
Опыт Юнга с двумя щелями повторить вне лаборатории непросто, так как непросто изготовить подходящей ширины щели. Однако с успехом можно воспроизвести самыми простыми средствами опыт интерференции от двух малых отверстий, суть происходящих при этом физических явлений не изменяется.
Постановка опыта такова: в фольге от шоколадки следует самой тонкой швейной (лучше бисерной) новой иглой проделать два чрезвычайно тонких отверстия как можно ближе друг к другу. Не следует пропускать иглу насквозь, нужно лишь наколоть отверстия самым кончиком. Далее в хорошо затемнённой комнате осветить место проколов мощным источником света. Удобно воспользоваться лазерной указкой, так как её свет монохроматичен. На экране, расположенном в 0,5—1 метре удаётся наблюдать дифракционную картину и интерференционные полосы.

### С механическими волнами
Опыт Юнга хорошо демонстрируется для большой аудитории в проекции на экран из волновой ванны, входящей в оборудование физических кабинетов. Чрезвычайно полезно освещать ванну стробоскопом.